# Église Notre-Dame de Bodilis
L’église Notre-Dame de Bodilis est un édifice religieux catholique du XVIe siècle situé sur la commune de Bodilis dans le Finistère en France. Elle est située au sein d'un enclos paroissial,.
Elle est classée monument historique depuis 1910.

## Historique
À la fin du XVe siècle, on trouve une chapelle sur le site actuel de l’église. C’est un lieu de pèlerinage très fréquenté et les donations y affluent. En 1533, un accord intervient entre François de Tournemine, seigneur de Coetmeur, et Christophe de Chauvigné, l'évêque de Léon au sujet du droit de visite ; c'est donc vraisemblablement à cette date que La Chapelle est élevée au statut trevial. La construction de l'église démarre en 1564 (suivant la date inscrite au chevet) et se termine en 1570. Témoins de la richesse du Pays de Léon, l’édifice subit de nombreux agrandissements et embellissements au cours des XVIe et XVIIe siècles.

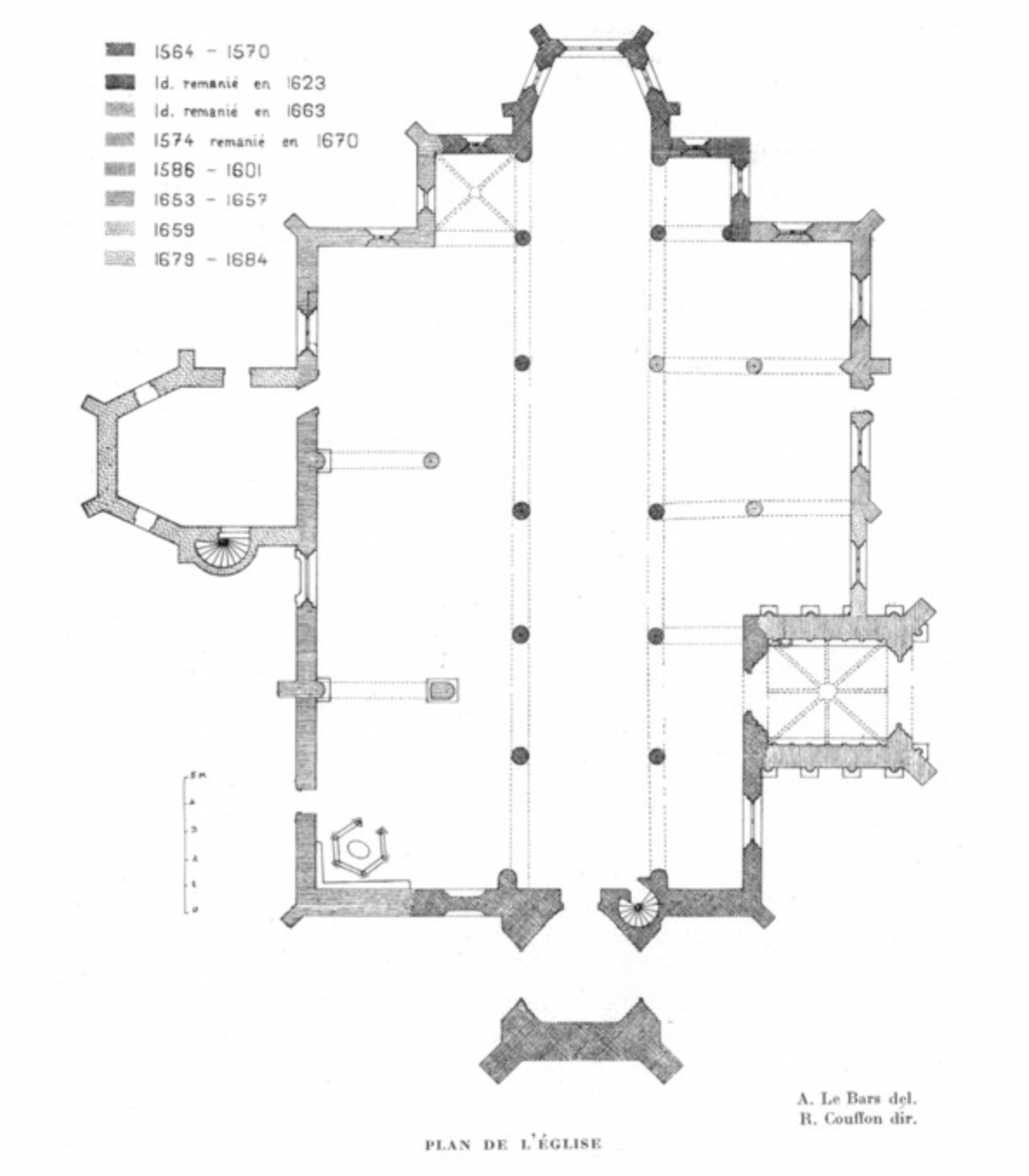
Plan de l’église

### Chronologie des constructions
L'an 1564 est indiqué sur le chevet du type à noues multiples créé par l'architecte morlaisien Philippe Beaumanoir.
L'église est achevée en 1570.
La construction du porche méridional qui est placé au droit de la deuxième travée de la nef a lieu entre 1585 et 1601.
Les travaux du bas-côté Nord qui est aussi large que la nef sont effectués entre 1653 et 1657. L'an 1657 est indiqué sur une sablière de la nef. L'église est du type à nef obscure, entièrement couverte par un lambris avec sablières, entrait et têtes de blochets finement sculptés.
Les modifications du bas-côté sud sont apportées entre 1663 et 1670. Ses trois dernières travées sont séparées par des arcs diaphragmes.
Le retable du Rosaire est réalisé par Maurice Le Roux de Quimper en 1669.
La sacristie qui s'ouvre sur le bas-côté nord est construite par l'architecte Christophe Kerandel entre 1677 et 1686.
Le maitre autel est rajouté par Guillaume Lerrel de Landivisiau entre 1695 et 1700 puis la chaire à prêcher par François Lesquelen en 1744.

## Description

### Intérieur
L'église est du type à nef obscure. Les deux voussures des grandes arcades et de celles séparant les chapelles sud sont bien moulurées et pénètrent directement dans les colonnes lisses leur servant de supports. Celles-ci, comme dans beaucoup d'églises bretonnes, ont leurs bases circulaires reposant sur un haut socle également circulaire servant de banc ; les deux premières au nord de la nef ont un diamètre supérieur à celui des autres (0m66 contre 0m58).
Dans le bas-côté nord, rebâti au XVIIe siècle, les différentes chapelles ne sont pas séparées par des arcades, mais par des architraves reposant sur des colonnes.
Une seule porte est décorée intérieurement, celle donnant accès à la sacristie. De type classique très simple, les deux pilastres qui l'encadrent portent un entablement sur lequel se lit l’inscription : « Jesu-1680-Maria » ; sa porte en bois est celle d'origine. Par suite de la construction antérieure du porche, une partie de sa décoration extérieure apparaît dans la chapelle adjacente à l'est.

### Erreurs de construction
Il est à remarquer qu'en bas de l'église, la première arcade, probablement à la suite d'une erreur d'implantation, retombe sur une colonne engagée dans le pignon ouest, présentant un décrochement tout à fait insolite.
Également, la grande arcade de la cinquième travée du côté droit de l’autel, a sa voussure ne correspondant plus au départ de la colonne refaite en 1670.

## Galerie

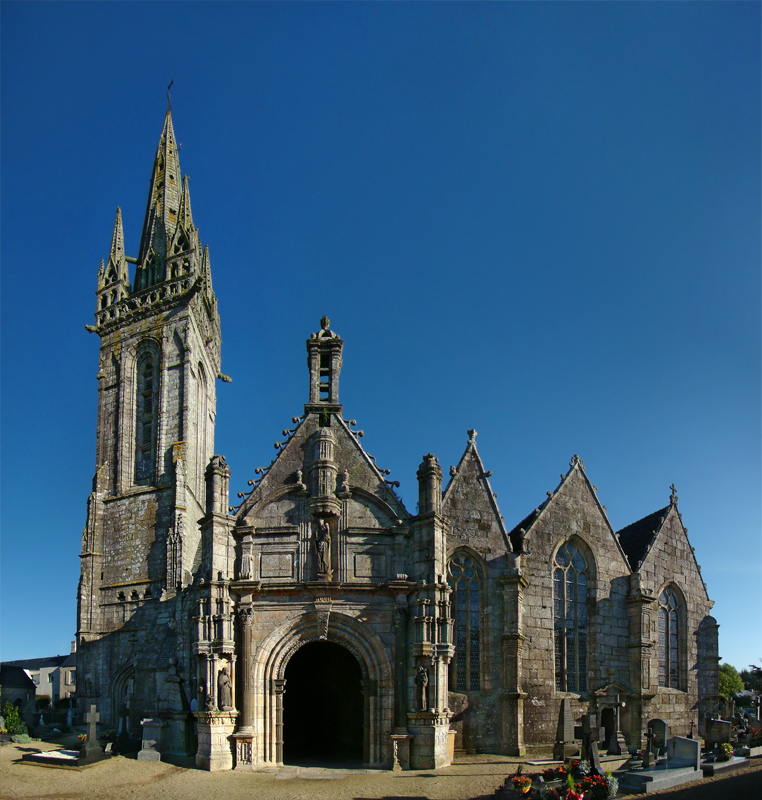
Porche méridional
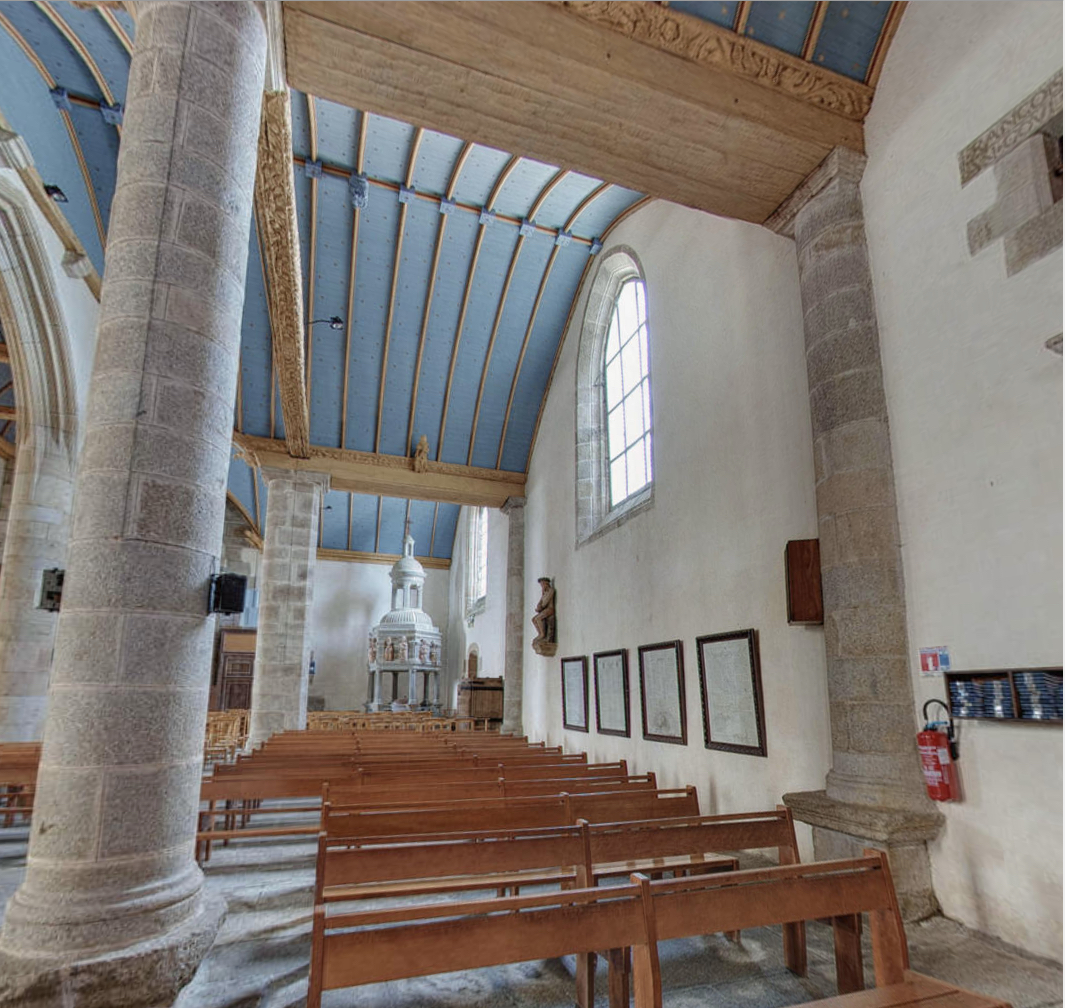
Bas-côté nord
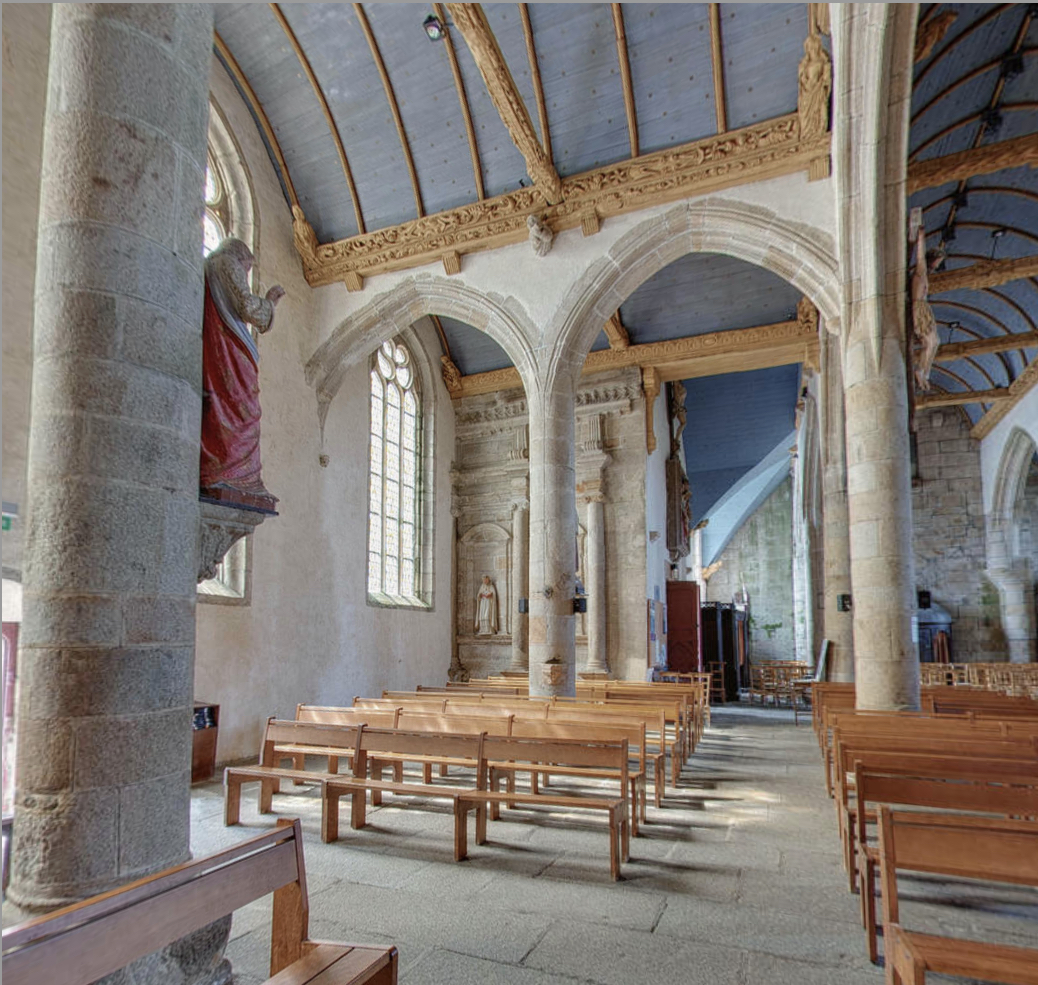
Bas-côté sud
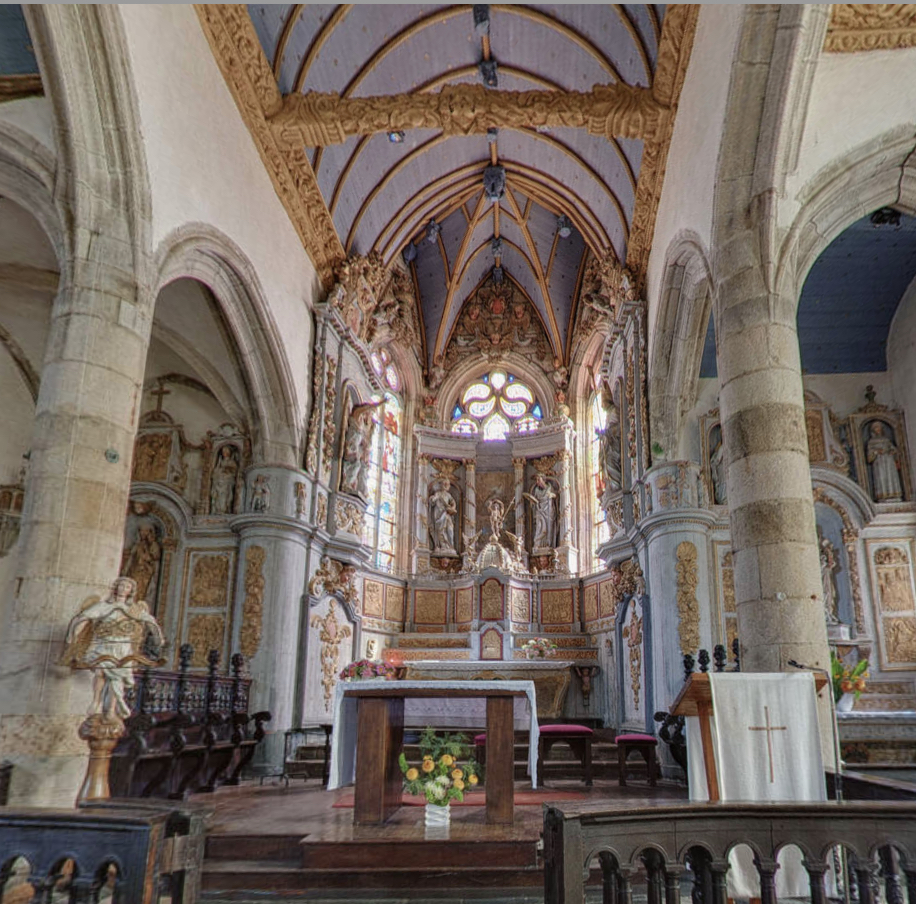
Autel et retable
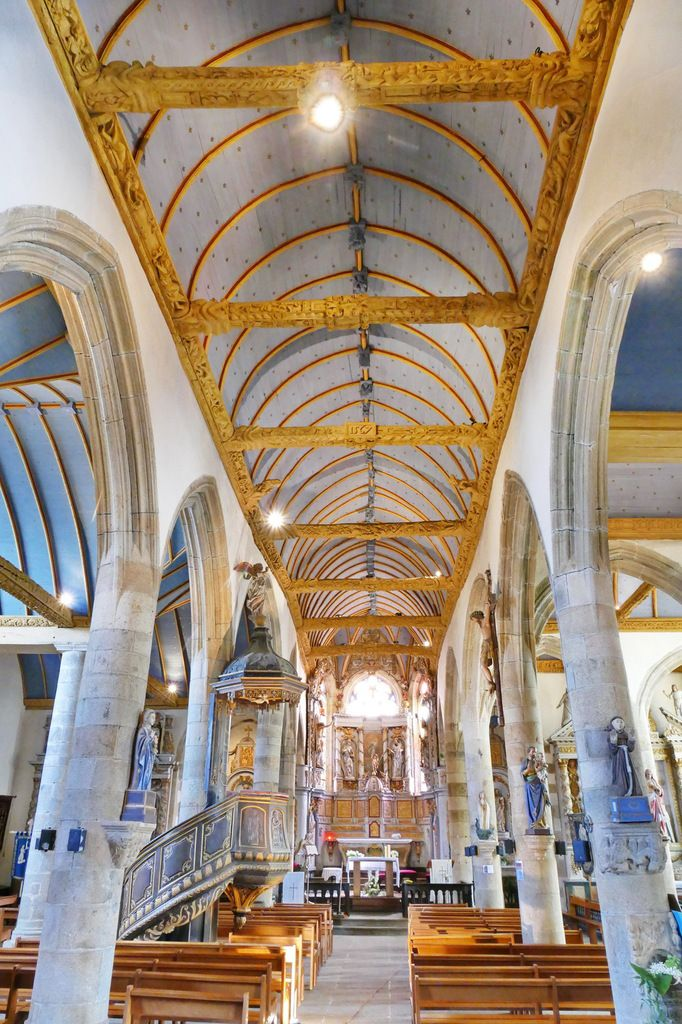
Intérieur de l’église
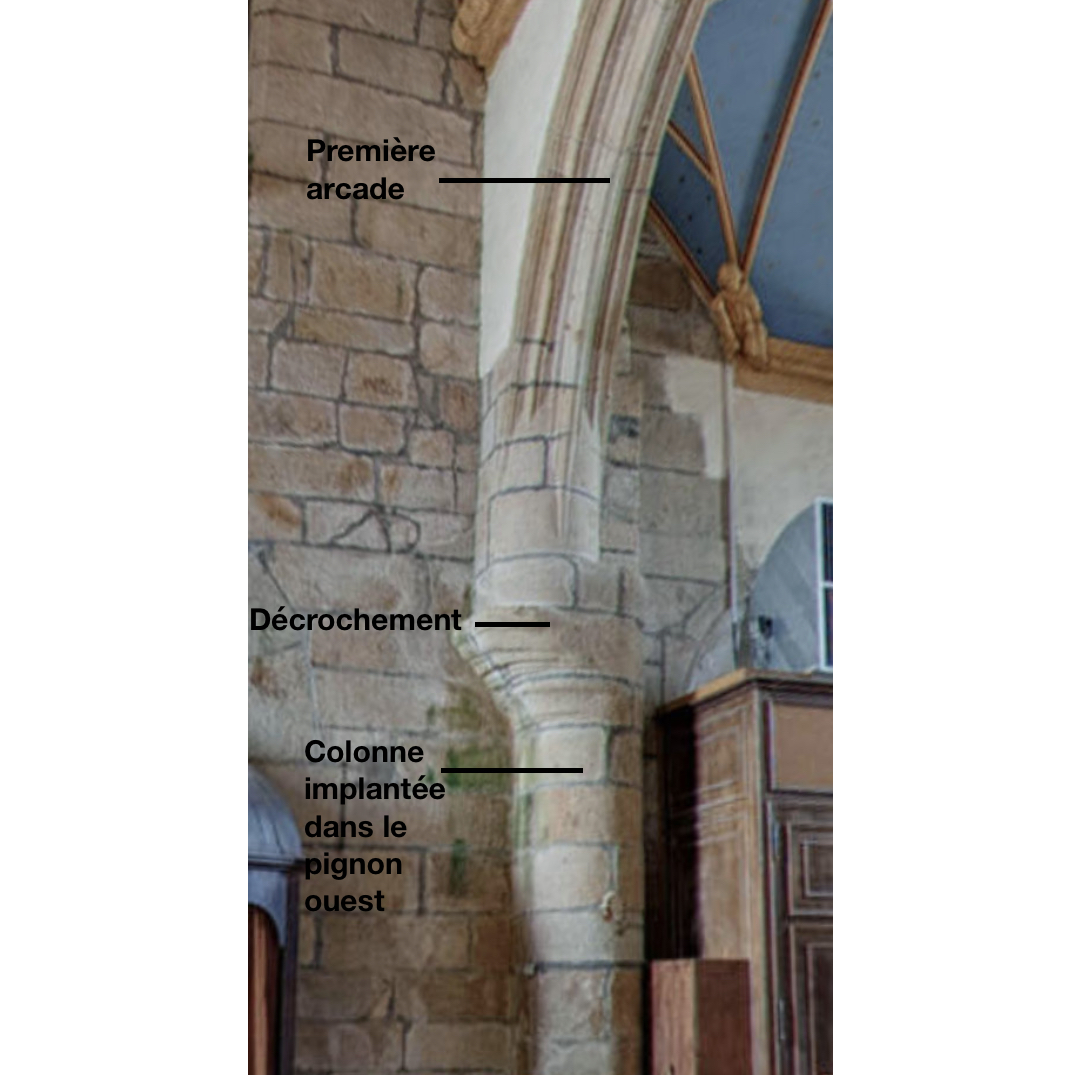
Décrochement de la première arcade